# 花畑広場
花畑広場（はなばたひろば）は、熊本市中央区桜町・花畑にある広場公園。広場の名称はくまもと街なか広場で、辛島公園、花畑公園とで構成している。
2023年グッドデザイン賞受賞、2023年度土木学会デザイン賞最優秀賞受賞。